# Kitajska kultura
Kitajska kultura spada med največje in najstarejše v zgodovini človeštva. V arhitekturi, književnosti, slikarstvu, znanosti in tehnologiji je bila Antična Kitajska po iznajdljivosti daleč pred drugimi. V antični Kitajski je civiliziran način življenja spremljala tudi velika krutost. Običaj, po katerem so mladim deklicam zavezovali noge, da so dobile »elegantno« obliko, je izumrl šele v našem stoletju. V 12. stol. pr. n. št., ko so bili Evropejci še daleč od vsakršne civilizacije, so kitajski umetniki že izdelovali bronaste posode. Hkrati pa je veljal kult, da so v grobnice z umrlimi vladarji pokopavali tudi še žive služabnike. Pozneje so jih zamenjale lončene figure. Leta 1974 so arheologi odkrili pod umetnim gričem tisoče lončenih lokostrelcev, pešakov, voz in konjev v naravni velikosti. Telesa vojakov in konj so votla, da so lažja, orožje pa je bilo pravo. Nekatera rezila so bila še vedno zelo ostra.

## Religija
Konfucianizem, ki še danes vpliva na kitajsko mišljenje, poudarja pomen reda in hierarhije pa tudi spoštovanja dostojanstva in časti drugih. Filozofija, znana kot taoizem, je prav tako imela močan vpliv. Bistvo te filozofije je življenje v skladu z naravo. Taoizem je nastal iz besede »tao«. Tao so imeli za obliko medsebojnega vplivanja dveh sil – »jin« (ženska) in »jang« (moški) – ki združeni učinkujeta na vse v vesolju. To součinkovanje nasprotij je močno vplivalo na kitajsko kulturo, in vsak od teh  sistemov je vplival na drug vidik življenja. Budizem se je razširil v Kitajsko približno v 1. stol. in vnesel nove moralne vrednote ter ideje o ponovnem rojstvu in življenju po smrti. 

## Umetnost
Začetki kitajske umetnosti segajo več kot 7000 let v preteklost. Veliko občudovanje zbujajo predvsem kitajski porcelan, rezbarije iz slonove kosti in žada, izdelki iz lošča in pohištvo. Kitajska kaligrafija sodi skupaj s slikarstvom, glasbo in poezijo med kitajske žlahtne umetnosti. Tudi glasba je stara in visoko razvita oblika kitajske umetnosti. 
Veliko iznajdb in odkritij dolguje svet Kitajcem tudi v tehnologiji. Odkrili so na primer smodnik in magnetni kompas in leseni kliše za tisk. Sviloprejke so začeli gojiti v 3. stol. pr. n. št. in kitajska svila je prihajala v Evropo skozi srednjo Azijo. Od 13. stol. so že uporabljali mehanski stroj za predenje svile. Les na podstavku iz kamna je temelj kitajske arhitekture, z opeko pokrite strehe z elegantno ukrivljenimi robovi pa so najznačilnejša lastnost kitajskih zgradb. »Feng shui« je presojal, ali pomenita izbrani kraj in razporeditev posameznih stavb srečo ali nesrečo.